# A szépség és a szörnyeteg 3. – Belle bűvös világa
A szépség és a szörnyeteg 3. – Belle bűvös világa, a VHS-változatban A szépség és a világ száz csodája (eredeti cím: Belle's Magical World) 1998-ban megjelent amerikai rajzfilm, amely a Szépség és a szörnyeteg-sorozat harmadik, utolsó része. Az animációs játékfilm rendezői Cullen Blaine, Dale Case, Daniel de la Vega, Barbara Dourmashkin, Bob Kline, Burt Medall és Mitch Rochon, producerei Bob Kline és David W. King. A forgatókönyvet Alice Brown, Richard Cray, Carter Crocker, Sheree Guitar és Chip Hand írta, a zenéjét Harvey Cohen szerezte. A videófilm a Walt Disney Pictures és a DisneyToon Studios gyártásában készült, a Walt Disney Home Video forgalmazásában jelent meg. Műfaja zenés romantikus fantasyfilm.
Amerikában 1998. február 17-én, Magyarországon 1998-ban adták ki VHS-en. Az extra változatban a 2D-s számítógépes animációs technikájú résszel Amerikában 2003. február 4-én, Magyarországon 2010. október 20-án jelent meg DVD-n.